# Гайнц Голліґер
Гайнц Го́лліґер (нім. Heinz Holliger; *21 травня 1939, Лангенталь) — гобоїст, диригент, швейцарський композитор.

## Біографія
Визначний сучасний гобоїст і композитор, виконавець широкого діапазону творів від італійського бароко до сучасного авангарду. Доконало володіє гобоєм, зокрема, сучасними нетрадиційними засобами звуковидобування, має необмежені віртуозні можливості. Твори для нього писали Лучано Беріо, Е.Картер, Дьордь Ліґеті, Вітольд Лютославський, Х.-В.Хенце, Карлгайнц Штокгаузен, Кшиштоф Пендерецький, Ісан Юн, Альфред Шнітке, Едісон Денисов. Був одним з перших виконавців твору українського композитора Леоніда Грабовського «Мікроструктури».
Голліґер ріс у Берні, в Швейцарії. В 10-літньому віці добре оволодів фортепіано і гру на гобої. Навчався в консерваторіях Берна, Базеля, Парижа композиції і виконавству. Серед його викладачів — Шандор Верес і П‘єр Булез. Після праці в Базельскому симфонічному оркестрі як першого гобоїста, він розпочав свою сольну кар'єру. В останнє десятиліття він грає більше ніж 100 концертів за сезон! Як гобоїст отримав першу премію на Міжнародному конкурсі в Женеві (1959), Мюнхені (1961), та багато інших.
Голліґер-композитор тяжіє до музичного авангарду. Автор творів на тексти Мехтільди Магдебурзької, Фрідріха Гельдерліна (вокальний цикл «Die Jahreszeiten», 1978, та інш.), Георга Тракля, Р.Вальзера (вокальний цикл «Beiseit», 1991, опера «Schneewittchen», 1998), Н.Закс, Пауля Целана, А. К. Гвердера, Унгаретті, Беккета (опери «Come and Go», 1977, «What Where», 1988), давніх японських поетів.
Протягом багатьох років брав участь у роботі журі міжнародних конкурсів виконавців на духових інструментах.

## Визнання
- Премія Ернста Сіменса (1991).
- Премія Венеціанської Біеннале за «Цикл Скарданеллі» (1995).
- Премія Греммі як найкращому продюсеру року (класична музика) (2002).
- Премія Роберта Шумана (2017).